# Аполлонова бухта
Аполлонова бухта (крим. Apollon körfezi) — одна з крихітних бухт на південному березі Севастопольської бухти. Своєю назвою, як і Аполлонова балка, в гирлі якої розташована, зобов'язана полковникові Аполлону Гальбергу, який командував в кінці XVIII ст. складами боєприпасів і артилерійською батареєю № 5, що знаходилися саме на цьому місці. Ще тут були побудовані продовольчий склад сухопутного відомства і вартовий будинок.. В бухті є останній у Севастополі дерев'яний причал для човнів і маленький пляж.
До січня 2022 року тут була зупинка міського катеру (маршрут Графська пристань — Інкерман). Станом на травень 2022 маршрут призупинений.